# Церква Вознесіння Господнього (Одеса)
Церква Вознесіння Господнього — храм УГКЦ у місті Одеса. Розташований за адресою: Проспект Князя Володимира Великого, 37.

## Історія
Парафія Вознесіння Господнього у мікрорайоні Котовськ міста Одеса заснована 21 травня 2017 року. Цього дня, відбулося освячення храму-каплиці. Чин освячення здійснив екзарх Одеський владика Михаїл Бубній. На освячення нового храму були присутні Апостольський Нунцій Клаудіо Гуджеротті, єпископ Одесько-Сімферопольської дієцезії РКЦ Броніслав Бернадський, настоятель Німецької євангелічно-лютеранської церкви Серге Машевські, глава вірмен-католиків у східній Європі Рафаель (Мінасян) та численне духовенство, чернецтво і вірні.
Облаштування молитовної каплиці почалося у 2016 році. Завдяки спонсорській допомозі благодійних організацій Реновабіс та Кірхе ін Нот, а також власних пожертв вірних УГКЦ у м. Одесі, було придбано приміщення магазину і переобладнано під богослужбову каплицю.
Протягом 2016—2017 років, з благословення екзарха Одеського владики Михаїла (Бубнія), облаштуванням каплиці займався судовий вікарій Одеського екзархату о. д-р. Микола Слободян.
На парафії діє катехитична школа та активно проводиться катехизація молоді і дорослих, літні табори та реколекції. Також функціонує соціальне служіння. Щосуботи, силами парафіян, на території парафії для бездомних організовуються благодійні обіди.
При парафії здійснюють апостолят сестри-монахині згромадження Воплоченого Слова.
Душпастирське служіння на парафії здійснюють о. міт. Роман Мірчук та о. Юрій Стронянський.

### Спільноти при парафії
- Матері у молитві
- Апостольство молитви

У 2016 році завдяки спонсорській допомозі благодійних організацій Реновабіс та Кірхе ін Нот, а також власної пожертви вірних УГКЦ у м. Одесі, було придбане приміщення магазину з метою переобладнати його у храм. Протягом 2016—2017 рр., з благословення Екзарха Одеського Кир Михаїла (Бубнія), перобладнанням храму займався Судовий Вікарій Одеського екзархату о. д-р. Микола Слободян. 21 травня 2017 року відбулося освячення храму «Вознесіння Господнього». Першим адміністратором парафії (і до сьогодні) є о. мітр. Роман Мірчук. Також на парафії є сотрудник — о. ліц. Віталій Бурчин.